# Chamaita fasciata
Chamaita fasciata là một loài bướm đêm thuộc phân họ Arctiinae, họ Erebidae.